# Aggies de Texas A&M
Les Aggies de Texas A&M ou Aggies du Texas sont un club omnisports universitaire américain qui se réfère aux 20 équipes sportives masculines et féminines qui représentent l'Université A&M du Texas et qui participent aux compétitions organisées par la National Collegiate Athletic Association (NCAA) au sein de sa Division I.
Les équipes sportives font partie de la Southeastern Conference (SEC) depuis 2012 après avoir été membres de la Southwest Conference (1915-1995) et de la Big 12 Conference (1996-2011).
Les installations sportives sont situées sur le campus à College Station dans l'état du Texas aux États-Unis.
La plus fameuse équipe des Aggies est celle de football américain sacrée championne nationale en 1939. Elle dispute ses rencontres au Kyle Field, enceinte de 102 733 places inaugurée en 1927.
Les équipes masculines et féminines de basketball disputent leurs matchs à domicile à la Reed Arena, salle de 12 500 places inaugurée le 22 novembre 1998. Son record d'affluence pour un match de basket est de 13 176 spectateurs le 1er mars 2006 à l'occasion du choc face aux rivaux de toujours, les Longhorns du Texas.

## Sports représentés
| Hommes (8)                                  | Femmes (11)       |
| ------------------------------------------- | ----------------- |
| Athlétisme†                                 | Athlétisme†       |
| Basketball                                  | Basketball        |
| Cross country                               | Cross country     |
| Golf                                        | Golf              |
| Natation/Plongeon                           | Natation/Plongeon |
| Tennis                                      | Tennis            |
| Football américain                          | Football (soccer) |
| Baseball                                    | Softball          |
|                                             | Equitation        |
|                                             | Volleyball        |
| † – Athlétisme en salle et/ou en plein air. |                   |

## Baseball
L'équipe de baseball de Texas A&M dispute ses rencontres à domicile au Olsen Field. L'équipe à remporté 15 titres de la Southwestern Athletic Conference, 3 titres de la Big 12 et comptent 5 apparitions à la College World Series.

## Basket-ball

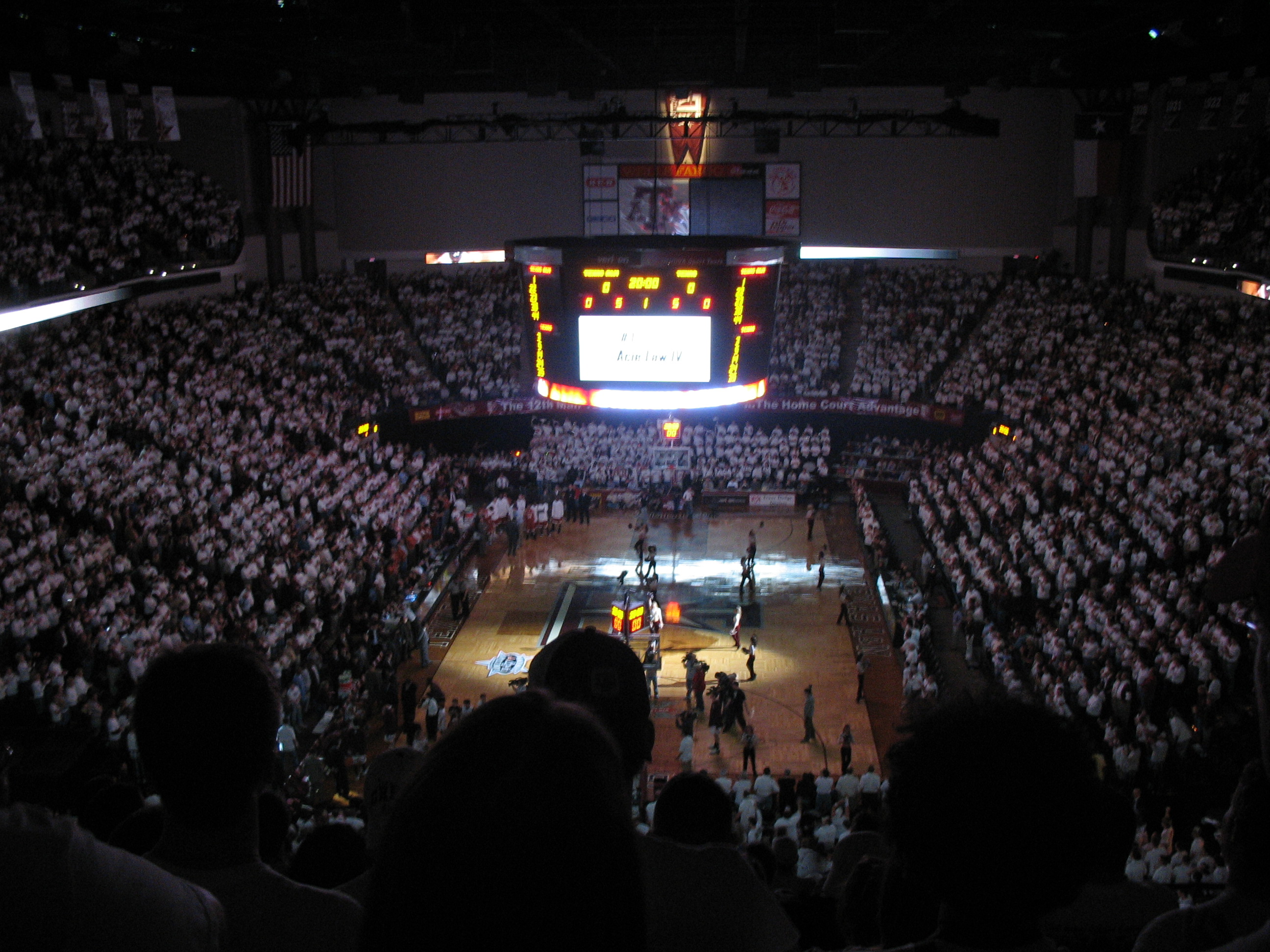
Entrée des joueurs des Aggies avant un match en 2007.

Le programme de basket-ball des Aggies débute en 1913. L'équipe n'est pas très bonne mais s'améliore au milieu des années 2000. Les Aggies ont remporté 12 titres de conférences en saison régulière (1920, 1921, 1922, 1923, 1951, 1964, 1969, 1975, 1976, 1980, 1986, 2016) , 2 titres de tournoi de conférence (1980, 1987), et comptent 15 apparitions au Championnat NCAA masculin de basket-ball (1951, 1964, 1969, 1975, 1980, 1987, 2006, 2007, 2008, 2009, 2010, 2011, 2016, 2018, 2023). Ils arrivent à six reprises au tournoi Sweet Sixteen (seize meilleures équipes NCAA) mais y sont chaque fois éliminés (1951, 1969, 1980, 2007, 2016, 2018).
Sous l'entraîneur principal Billy Gillispie, les Aggies terminent 4e de leur conférence en 2006, 2 ans seulement après une saison sans victoire. Par la suite, Gillispie a permis à l'équipe de se qualifier pour leur premier Championnat NCAA depuis la saison 1987. Ils y remportent leur premier mach depuis la saison 1980 mais sont éliminés au deuxième tour par LSU.
Depuis 1998, les équipes féminines et masculines de Texas A&M jouent leurs matchs à domicile dans la Reed Arena d'une capacité de 12 989 places.